# Elimäki

Wappen der ehemaligen Gemeinde Elimäki

Elimäki [ˈɛliˌmæki] (schwedisch Elimä) ist eine ehemalige Gemeinde im Süden Finnlands und heute ein Teil der Stadt Kouvola.
Elimäki liegt in der Landschaft Kymenlaakso 23 Kilometer südwestlich des Stadtzentrums von Kouvola östlich der Staatsstraße 6, die von Pernå (Pernaja) ins nordfinnische Kajaani führt. Die Gemeinde Elimäki umfasste neben dem gleichnamigen Hauptort ein Gebiet von insgesamt 391,7 km² (davon 4,3 km² Binnengewässer) und hatte zuletzt 8199 Einwohner. Die Bevölkerungsdichte betrug 21,2 Einwohner pro Quadratkilometer.
Das Gebiet von Elimäki war ab dem 17. Jahrhundert im Besitz der Adelsfamilie Wrede. Diese hatte ihren Familiensitz im benachbarten Anjala. Der Überlieferung nach wurde er als Schenkung des schwedischen Königs Karl IX. an die Familie seines Rittmeisters gegeben, der ihm 1605 in einer Schlacht das Leben gerettet haben soll. An diese Begebenheit erinnert auch das Pferd im Wappen der ehemaligen Gemeinde. Die Gemeinde Elimäki wurde 1863 aus Loviisa gelöst. Zum Jahresbeginn 2009 wurde Elimäki zusammen mit Anjalankoski, Kuusankoski, Valkeala und Jaala in die Stadt Kouvola eingemeindet.

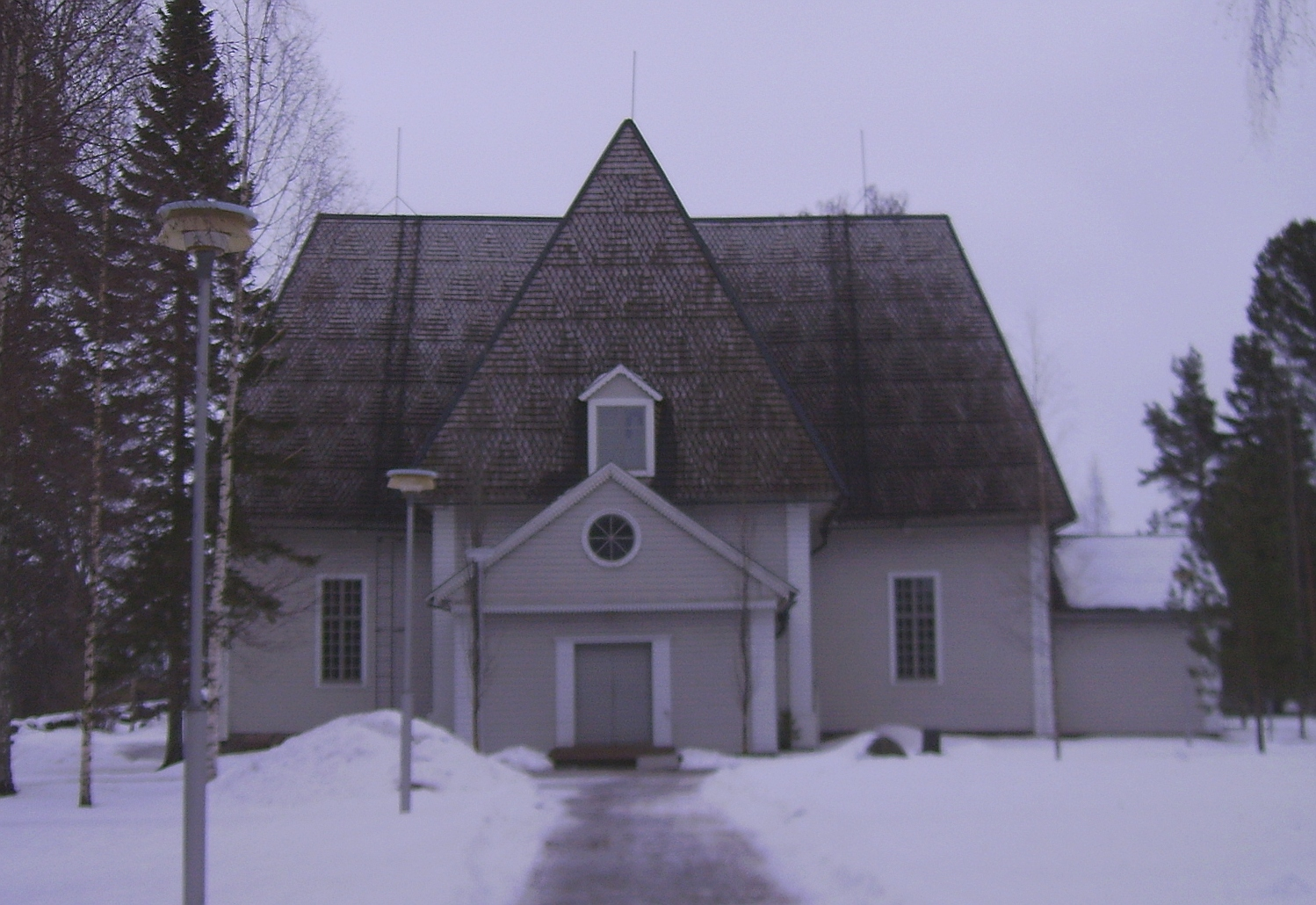
Hölzerne Kreuzkirche in Elimäki

Auf den Adel von Elimäki gehen mehrere Gutshöfe zurück, so das klassizistische, von Carl Ludwig Engel entworfene Haus Moisio oder das Herrenhaus Mustila mit einem angrenzenden Arboretum. Die 1638 erbaute Kirche von Elimäki gehört zu den ältesten Holzkirchen Finnlands. Der Grundriss der Kirche war ursprünglich rechteckig und wurde 1678 kreuzförmig erweitert. Damit ist die Kirche von Elimäki die älteste in Gebrauch befindliche Kreuzkirche Finnlands. Der ebenfalls hölzerne Glockenstapel steht etwas abseits auf der gegenüberliegenden Straßenseite.
Weitere Bekanntheit hat Elimäki in Finnland dadurch erlangt, dass der Titel des Douglas-Adams-Buchs The meaning of liff (deutsch: Der tiefere Sinn des Labenz) in der finnischen Übersetzung Elimäen tarkoitus lautet (ein Wortspiel auf elämän tarkoitus „der Sinn des Lebens“).

## Söhne und Töchter der Gemeinde
- Jarmo Wasama (1943–1966), Eishockeyspieler
- Elmo Lakka (* 1993), Hürdenläufer